# 方政 (明)
方政（ほう せい、生年不詳 - 1439年）は、明代の軍人。本貫は滁州全椒県。

## 生涯
方信継の子として生まれた。燕王朱棣に従って、靖難の変で功績を重ねた。1406年（永楽4年）、鷹揚将軍となった。1407年（永楽5年）、朱広や韓観とともに広西の少数民族の反乱を討った。1409年（永楽7年）、交趾に出征した。張輔の下で水軍を率い、太平海口で鄧景異の軍を破った。1415年（永楽13年）、都督同知に進んだ。1419年（永楽17年）5月、李彬の命により黎利の拠る可藍柵を攻撃して破った。12月、建平の丁宗老らを破った。1420年（永楽18年）10月、黎利を老撾の忙心河で破った。1424年（永楽22年）、交趾参将となった。1425年（洪熙元年）2月、征夷副将軍の印を佩くよう命じられた。11月、陳智や李安とともに黎利を討った。1426年（宣徳元年）3月、茶籠州で黎利と戦い、敗れた。4月、敗戦の罪を問われて、官爵を剥奪された。8月、乂安で黎利を破った。1430年（宣徳5年）、開平副総兵に進んだ。1433年（宣徳8年）、平蛮将軍・四川総兵官に進んだ。1434年（宣徳9年）、松潘の少数民族の反乱を鎮圧した。北京に召還された。1435年（宣徳10年）、征西前将軍・総兵官に進み、大同に駐屯した。1437年（正統2年）、右都督に進んだ。北京に召還されて、左軍都督府の事務を監理した。1438年（正統3年）6月、雲南への出向を命じられた。11月、沐晟・沐昂らとともに兵を率いて麓川の思任発の反乱を討った。1439年（正統4年）1月、思任発の旧大寨を攻め落とした。勝利に乗じて潞江を渡り、上江に達した。敵中に深入りして孤立し、戦死した。威遠伯に追封された。諡は忠毅といった。
子に方瑛があった。